# Rb 12 Penguin
El Rb 12 Penguin (designación estadounidense: AGM-119) es un misil antibuque creado en Noruega en los años 1960, desde los años 1970 es fabricado por Kongsberg Defence & Aerospace (KDA) y desde entonces ha estado en continuo desarrollo. Se trata de un misil de crucero naval de corto a medio alcance basado en un buscador infrarrojo pasivo. Fue el primer misil occidental de este tipo guiado por infrarrojos, en lugar del más común guiado por radar activo. El nombre Rb 12 es la designación dada por la Armada Sueca. 
El Penguin puede ser lanzado individualmente o en salvas de llegada coordinada. Propulsado por un motor cohete sólido, realiza maniobras entrelazadas aleatorias durante la aproximación al objetivo e impacta cerca de su línea de flotación. La cabeza de guerra de 120 kg detona en el interior del buque objetivo mediante espoleta retardada.

## Variantes

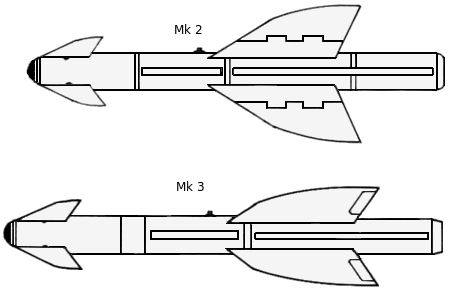
Dibujos de las variantes Mk II y Mk III del Penguin.

La variante Mk II del Penguin, es una versión mejorada con más alcance y desarrollada para el lanzamiento desde helicópteros. En la Armada de los Estados Unidos recibe la denominación AGM-119B y es usado por los helicópteros SH-2 Seasprite o el SH-60 Seahawk.
Poco después se desarrolló la versión Mk III, que cuenta con notables mejoras, además de un nuevo motor cohete con dos etapas, y una electrónica totalmente digital.

## Plataformas de lanzamiento

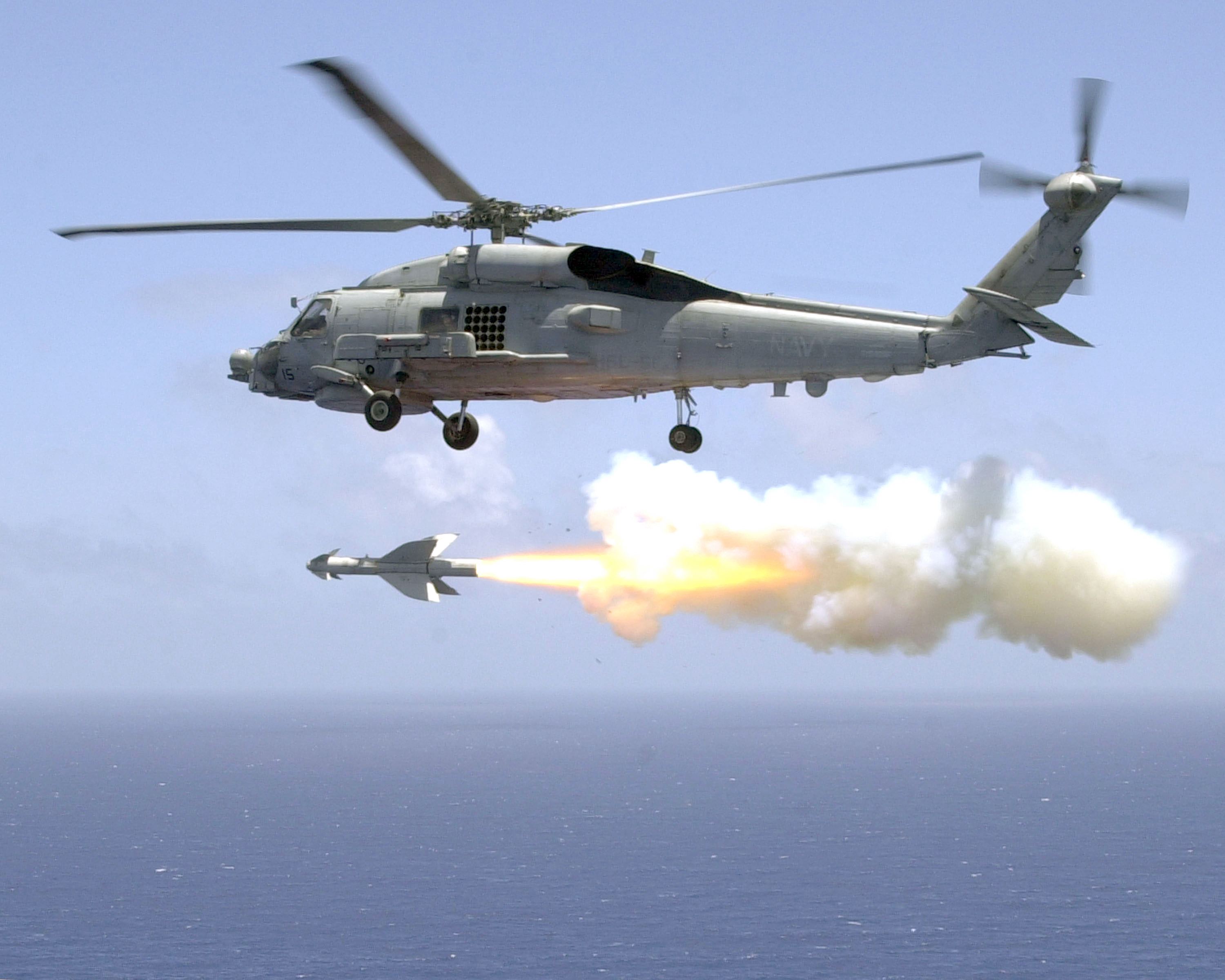
Misil Penguin lanzado desde un helicóptero SH-60 Seahawk.

En sus varias versiones, el Penguin puede ser lanzado desde varias plataformas distintas:
- Buques de superficie: desde barcos lanzamisiles (su aplicación inicial) así como desde buques más grandes.
- Aviones de caza: certificado para el F-16 Fighting Falcon.
- Helicópteros. Certificado para los siguientes:
  - Bell 412 SP
  - Kaman SH-2 Seasprite
  - Sikorsky S-70, SH-60 Seahawk, UH-60 Black Hawk
  - Westland Super Lynx

## Operadores
Australia

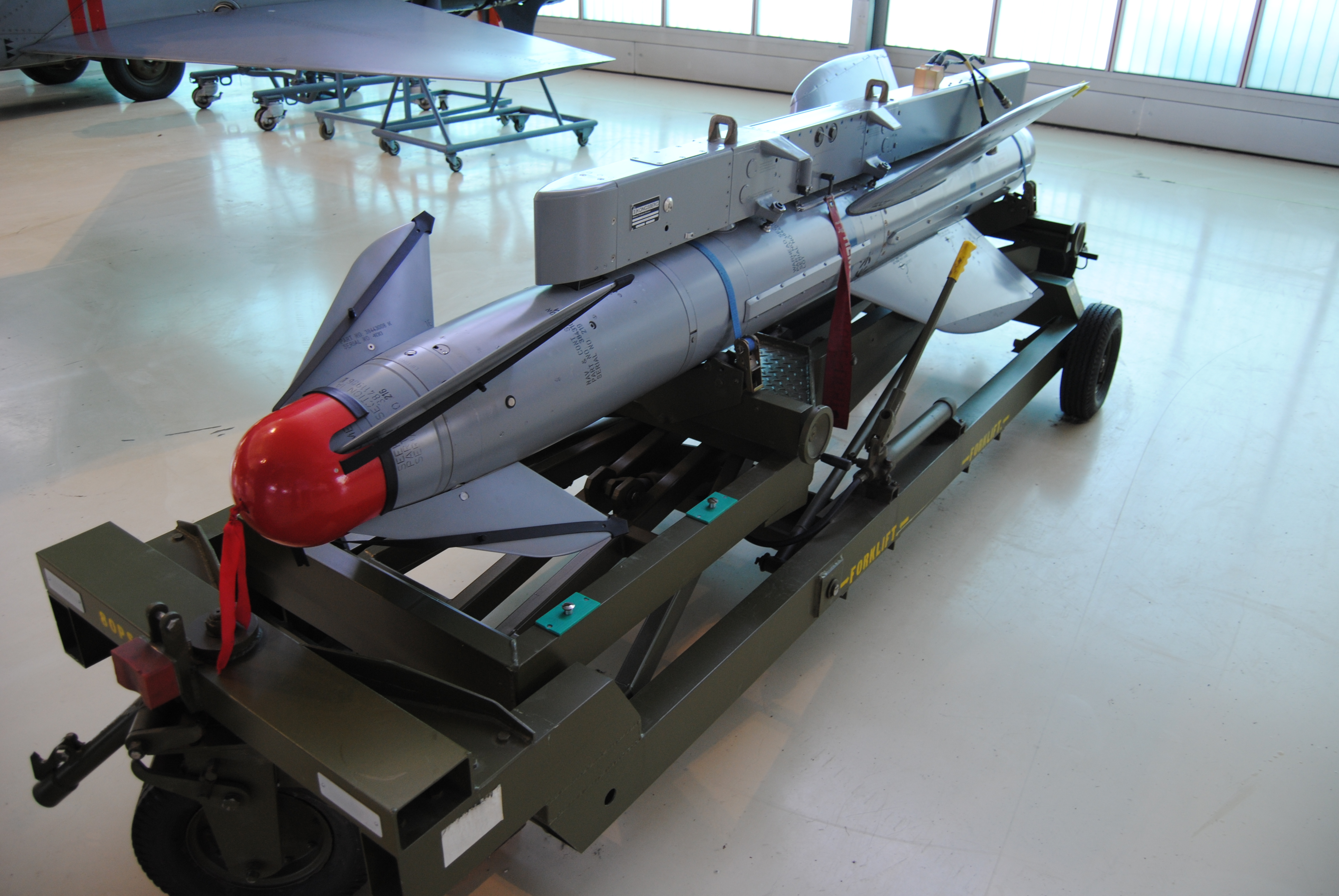
Penguin MK3 (misil) exhibido en la Colección de aviones de las Fuerzas Armadas de Noruega

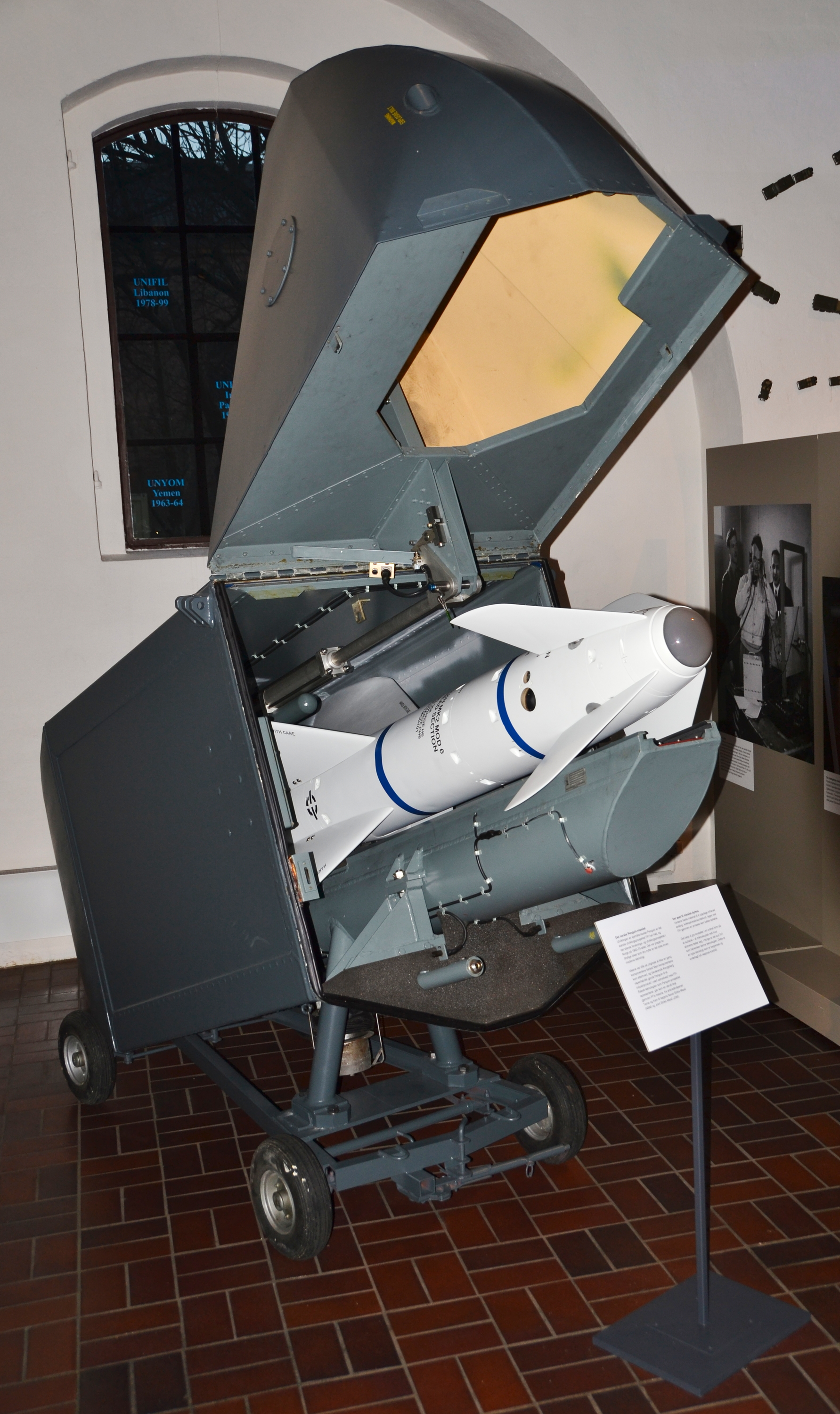
Un Penguin MK2 mod 6 de la Armada de Noruega con su bote de lanzamiento

- En servicio dentro de la armada del país para operar desde los helicópteros SH-2 Seasprite.

 Brasil
- Marina de Brasil. Brasil adquirió ocho misiles para sus helicópteros S-70B.[1][2]

 España
- Armada Española. En servicio desde 2003 en los helicópteros S-70B.[3]

 Estados Unidos
- Armada de los Estados Unidos. En servicio desde 1994 con la denominación AGM-119 Penguin.

 Grecia
- En servicio dentro de la armada del país desde el 1980.

 Noruega
- En servicio dentro de la armada del país desde 1972 y en la fuerza aérea desde 1989.

 Sudáfrica
- Fuerza Aérea Sudafricana.

 Suecia
- En servicio dentro de la armada del país desde el 1980.

 Turquía
- En servicio dentro de la armada del país desde el 1972.

## Futuro
El sucesor de KDA para el Penguin es el Naval Strike Missile (NSM), ofrecido desde 2007 en adelante. El NSM dispone de un buscador de imagen infrarroja, navegación GPS, un motor turborreactor (para alcances mucho mayores: 150+ km), y un significativo mayor rendimiento computacional y de potencia de procesamiento digital de señales.